# محمد عوض (لاعب كرة قدم عماني)
محمد عوض (ولد في 22 أغسطس 1985 في المحرق، البحرين) لاعب كرة قدم عماني يجيد اللعب في مركز الوسط المحوري. يلعب حاليا لصالح البسيتين البحريني منذ 2014.